# Дебенко Богдан Федорович
Богда́н Фе́дорович Дебенко (10 липня 1960 — 15 квітня 1997) — український футболіст, тренер.

## Життєпис
Навчався в Івано-Франківській ЗОШ № 16, тоді ж почав відвідувати ДЮСШ-2. Перший тренер — Д. П. Зембіцький. За рекомендацією наставника Богдан потрапляє на навчання до Харківського спортінтернату. У той час входить до складу збірної команди школярів Івано-Франківської області та молодіжної команди Української РСР. На Дебенка звертають увагу тренери «Спартака» (Івано-Франківськ) та запрошують до лав команди.
Дебют за «Спартак» на професійній арені припав на матч у Мінську проти місцевого «Динамо», що відбувся 23 квітня 1977 року (форварду тоді було лише 16). Франківчани зіграли із командою зі столиці Білоруської РСР, що вела боротьбу за повернення до вищого футбольного дивізіону, 0:0. Богдан вийшов на поле на 65 хвилині, допомігши команді здобути важливу нічию.
«Здавалося, моя мрія здійснилася», — зізнавався пізніше Богдан в одному з інтерв'ю. Але, як це часто буває, зміна тренера нерідко змінює життєві плани футболіста. У «Спартаку» Богдан пробув до 1979 року, звідки на запрошення Ю. Й. Шулятицького він приймає рішення перейти в івано-франківський «Локомотив» — команду, яка двічі поспіль виграє звання чемпіона Івано-Франківської області в 1981—1982 рр., а в 1981 р. виборює Кубок Івано-Франківської області.
У 1982 році Богдан Дебенко вступає на навчання до Тернопільського педагогічного інституту на факультет фізичного виховання. Здобуваючи освіту, нападник захищав кольори тамтешнього «Буревісника», з яким у 1982-му став чемпіоном України серед команд Вищих навчальних закладів. Після навчання була армія, спортрота, звідкіля знову повернувся додому, до рідного «Прикарпаття» (у 1981 р. «Спартак» перейменували на «Прикарпаття»).
22-річний нападник практично одразу ж зайняв місце в основному складі команди, закріпивши за собою улюблену «дев'ятку» та ставши справжнім лідером команди, її бомбардиром. З 1983 по 1987 роки він зіграв понад 150 поєдинків, у яких записав на свій рахунок 36 голів. Упродовж двох сезонів (1985—1986) Богдан Дебенко ставав кращим бомбардиром «Прикарпаття», неодноразово визнавався пресою кращим гравцем місяця.
У 1987 р. ФК «Прикарпаття» проводить один з найкращих своїх сезонів — команда виборює бронзові нагороди чемпіонату СРСР серед команд другої ліги.

Із 36 м'ячами Богдан Дебенко і сьогодні входить до трійки найвлучніших прикарпатців, які забивали у матчах турніру другої ліги, склавши компанію С. Турянському (42 голи) та М. Пристаю (38 голів).
Ігрова кар'єра: Спартак (Івано-Франківськ), 1977—1980 — 7 ігор, Зоря (Хоростків), 1980—1981, ФК «Буревісник» (Тернопіль), 1981—1982, ФК «Прикарпаття» (Івано-Франківськ), 1983—1987, 160 ігор, 35 голів, «Маяк» (Богородчани), 1988, Карпати (Львів), 1989, 4 гри, «Кристал» (Чортків), 1990, 3 гри, 2 голи, «Машинобудівник» (Івано-Франківськ), 1991.
По тому працював викладачем фізичного виховання, Івано-франківське ВПУ-21, пізніше на базі цього навчального закладу створили футбольні спецгрупи.
Тренував юнацьку команду Івано-франківського «Автоливмашу» — складалася з учнів ВПУ-21. Під керівництвом Богдана Дебенка клуб неодноразово виборював звання Чемпіона Івано-Франківської області серед юнаків.
Серед його вихованців як тренера — Ігор Гогіль [Архівовано 1 лютого 2022 у Wayback Machine.], Дмитро Гуменяк, Володимир Ларін, Б. Павлюк, Олег Рипан, І. Слюсар, Ю. Тепчук, Роман Шайбан, Богдан Шпирка, Р. Юсипів.
Похований у Вовчинцях Івано-Франківської міської територіальної громади.

## Вшанування
- з 2012 року в Івано-Франківську проводяться Всеукраїнські дитячо-юнацькі турніри з футболу пам'яті Богдана Федоровича Дебенка.
- 18 серпня 2016 в Івано-франківській ЗОШ № 16 відкрито [Архівовано 1 лютого 2022 у Wayback Machine.] анотаційну дошку, присвячену Богдану Дебенку.
- 30 вересня 2020 року в Івано-Франківську, на фасаді стадіону «Рух», відкрили [Архівовано 1 лютого 2022 у Wayback Machine.] анотаційну дошку відомому прикарпатському футболісту та тренеру Богдану Дебенку.